# Parafia Narodzenia św. Jana Chrzciciela w Mościskach
Parafia Narodzenia św. Jana Chrzciciela w Mościskach − parafia rzymskokatolicka znajdująca się w archidiecezji lwowskiej w dekanacie Mościska.
Terytorium parafii obejmuje miejscowości: Twierdza, Zakościele, Hodynie, Czerniawa, Meleszków, Małnów, Małnowska Wola, Gostincewe, Arłamowska Wola, Sokola, Chorośnica, Słomianka, Berehowe, Wojkowice, Wierzbowce, Okno, Cucułowce-Вільхівці, Woronów, Głuszków, Horodnica, Przeodziewanie, Dubki, Daleszowo, Repużańce, Kolanki, Korzeniów, Kunisowce, Unisz, Kopaczyńce, Luka, Monastyrek, Michalcze, Biłka, Niezwiska, Olejewo-Korolejówka, Roginia, Potoszczyce, Siemakowce, Serafińce, Soroki, Słobódka, Strzelce, Probabyn, Tyszkowce, Władypol, Nowosiółka, Toporowce, Targowica, Czerniatyn, Czortowiec, Czernelica, Chmielowa, Jakubówka, Jasienów-Pilny.